# Kingman County
Kingman County is een county in de Amerikaanse staat Kansas.
De county heeft een landoppervlakte van 2.236 km² en telt 8.673 inwoners (volkstelling 2000). De hoofdplaats is Kingman.

## Bevolkingsontwikkeling

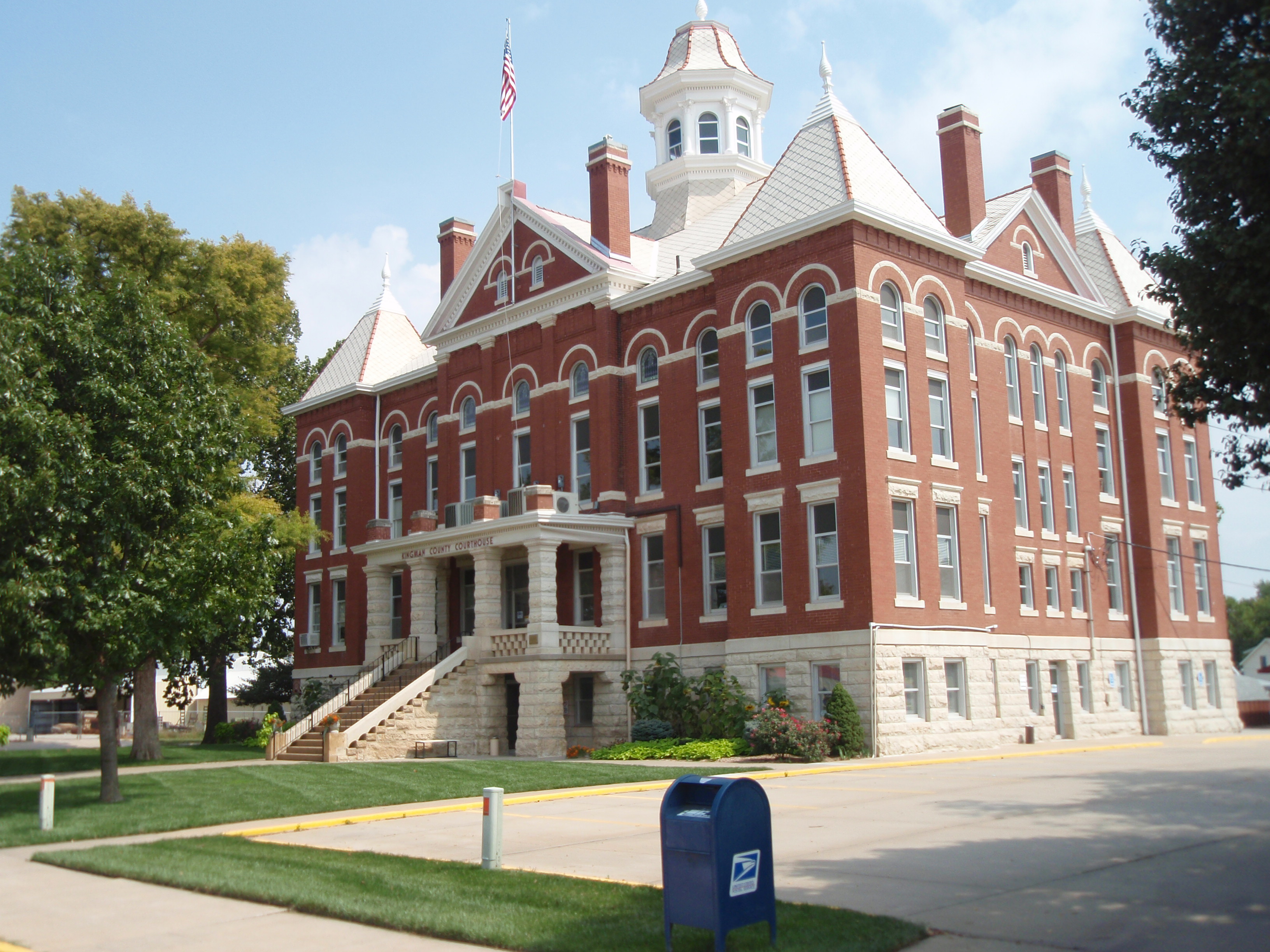
Kingman County Courthouse